# بيزنتال
بيزنتال (بالألمانية: Biesenthal) هي مدينة و بلدة ألمانية تقع في ألمانيا في براندنبورغ. يقدر عدد سكانها بـ 5,621 نسمة .